# Cap Anguille

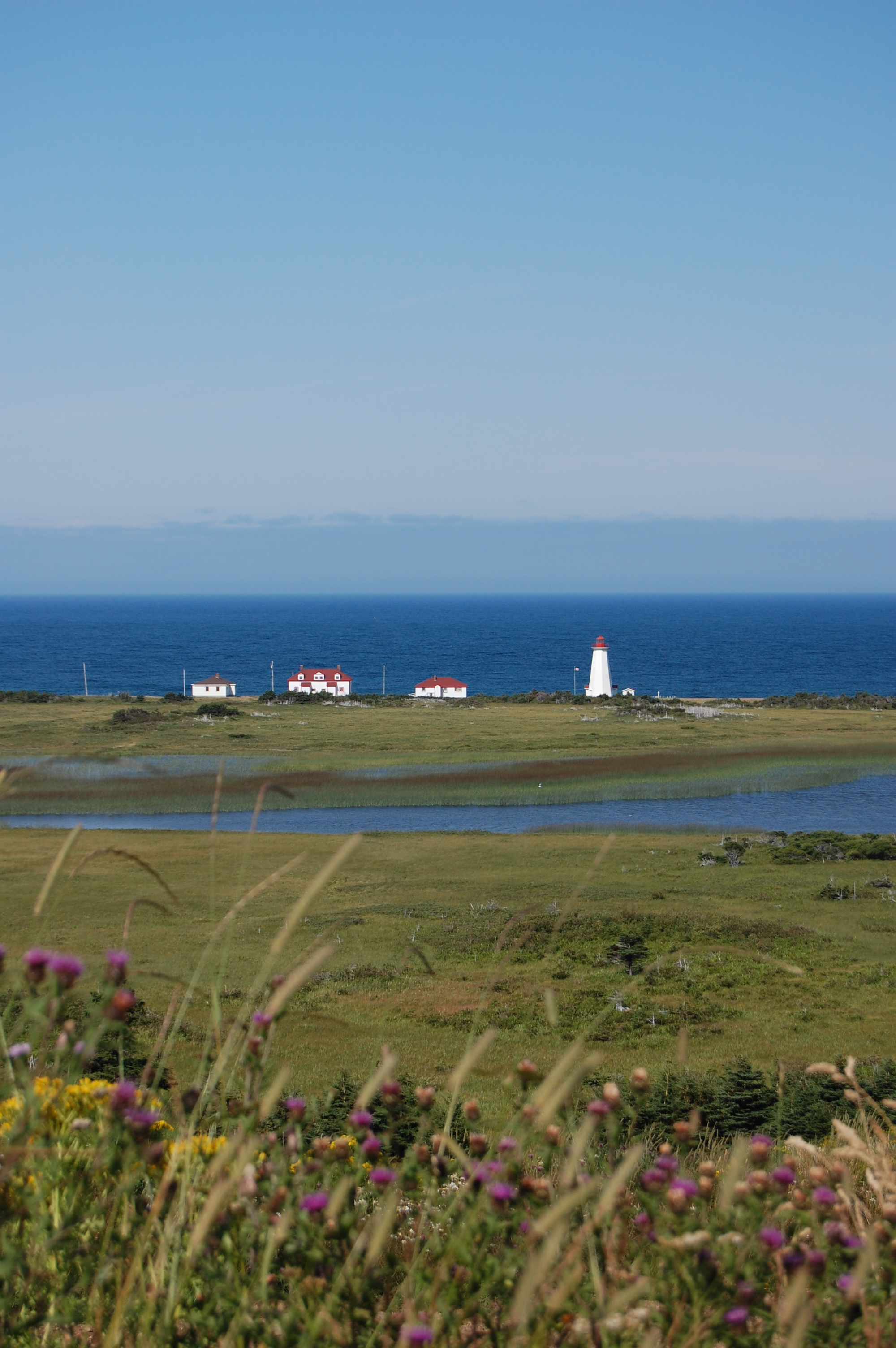
Le phare du cap Anguille.

Le cap Anguille est un cap de Terre-Neuve qui se trouve à proximité de Codroy.
Il s'appelait originellement cap à l'Anguille.
Il s'y trouve un phare construit entre 1958 et 1960.